# Ronald Plasterk

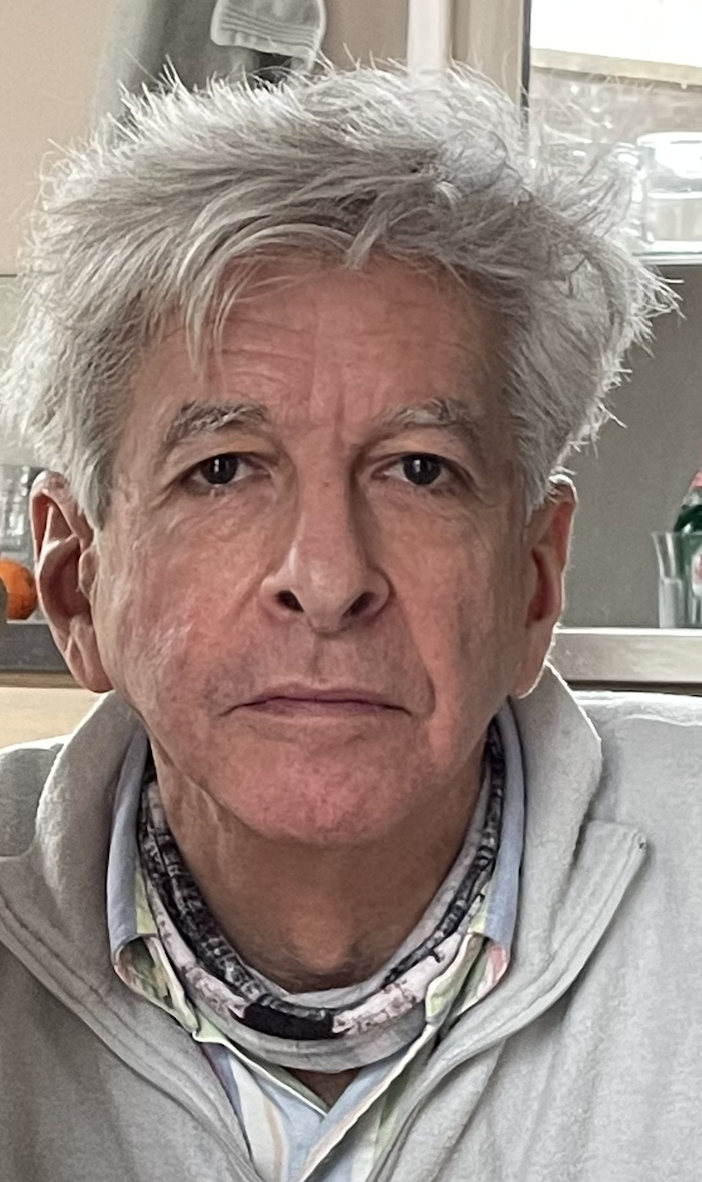
Ronald Plasterk (2022)

Ronald Hans Anton Plasterk (* 12. April 1957 in Den Haag) ist ein niederländischer Molekularbiologe, Publizist und Politiker der Partij van de Arbeid (PvdA).
Er war 1997 bis 2003 Professor für Molekulargenetik an der Universität Amsterdam, von 2000 bis 2007 Professor für Entwicklungsgenetik an der Universität Utrecht und ist seit Oktober 2018 Professor für Neuartige Strategien für den Zugang zu Therapeutika an der Universität Amsterdam.
Von Februar 2007 bis Februar 2010 war Plasterk niederländischer Minister für Bildung, Kultur und Wissenschaft, von November 2012 bis zum Oktober 2017 Innenminister. Außerdem gründete er ein Unternehmen für Krebstherapien, ist seit 2022 Vorstandsmitglied des Impfstoffherstellers Curevac und schrieb Kolumnen für verschiedene Zeitungen.

## Wissenschaftliche Karriere und Wirken
Nach seinem Abitur studierte Ronald Plasterk zunächst an der Universität Amsterdam Wirtschaftswissenschaften, wechselte aber nach dem Vordiplom zum Biologiestudium an die Universität Leiden. In dieser Fachrichtung legte er 1981 sein Examen ab und promovierte anschließend in Leiden mit seiner Arbeit „Inversion of the G segment of bacteriophage Mu, analysis of a genetic switch“. Anschließend war er als Post-Doktorand am California Institute of Technology sowie am Labor für Molekularbiologie des britischen MRC in Cambridge, wo er mit dem späteren Nobelpreisträger John E. Sulston am Modellorganismus C. elegans forschte.
Ab 1987 bis zum Jahr 2000 war er am Antoni-van-Leeuwenhoek-Krankenhaus Gruppenleiter des niederländischen Krebsforschungsinstituts. Zugleich war er zunächst ab 1993 bis 1997 Stiftungsprofessor für Molekularbiologie an der Freien Universität Amsterdam und anschließend wurde er zum Professor für Molekulargenetik der Universität Amsterdam berufen, wo er bis 2003 lehrte. Im Jahr 2000 wurde er zum Direktor des Hubrecht-Laboratoriums am Niederländischen Institut für Entwicklungsbiologie (KNAW) in Utrecht ernannt. Diese Funktion hatte er bis zu seiner Ernennung als Wissenschaftsminister 2007 inne.
1999 erhielt er den höchsten niederländischen Wissenschaftspreis, den Spinoza-Preis. Er ist Mitglied der European Molecular Biology Organization (EMBO).
Nach seinem vorläufigen Rückzug aus der Politik wurde Plasterk im Dezember 2017 Chief scientific officer (CSO) bei myTomorrows, einem Unternehmen, das Patienten Zugang zu experimentellen Medikamenten verschafft. Dort war er für Kontakte zur wissenschaftlichen Gemeinschaft zuständig. Diese Tätigkeit beendete er, als er am 1. Oktober 2018 an die Universität Amsterdam zurückkehrte und dort eine Professur für Novel Strategies to Access to Therapeutics („Neuartige Strategien für den Zugang zu Therapeutika“) übernahm. Dort arbeitet er seither an der Entwicklung und Erschließung der personalisierten Medizin.
Mit zwei Geschäftspartnern gründete er im Dezember 2018 ein Unternehmen für Krebstherapien namens Frame Cancer Therapeutics mit Sitz in Amsterdam, dessen Vorstandsvorsitzender (CEO) er von Januar 2019 bis Juni 2022 war. Dann verkaufte er es an den Impfstoffhersteller CureVac, wo er anschließend Vorstandsmitglied und Direktor für Forschung & Entwicklung wurde.
Seine Dissertation befasste sich mit der Rekombination von Bakteriophagen, wobei er ein dabei aktives Enzym entdeckte. Am Caltech entdeckte er, dass ein Bakterium (der Parasit Borrelia hermsii), das durch ständige Änderung seiner Oberflächen-Antigene dem Immunsystem entging, statt wie üblich kreisförmige Plasmide lineare hatte, was eine schnellere Neuanordnung (Rekombination) des Genmaterials ermöglichte.
Als Gruppenleiter am niederländischen Krebsforschungszentrum untersuchte er mit seiner Gruppe systematisch Transposition im Genom von C. elegans, einem der Standard-Modelltiere der Biologie, und erstellte so eine Mutationskarte, die die Funktion der einzelnen Gene aufzeigt (insgesamt hat der Fadenwurm 19.000 Gene).
Er studierte auch die für den Einbau des Genmaterials des AIDS-Virus in das Wirtsgenom verantwortlichen Enzyme (HIV-Integrase) und studierte deren Struktur (das Enzym bietet Ansatzpunkte für Medikamente gegen Aids in Form von Integrase-Inhibitoren). Neben der genetischen Analyse der Transposition befasste er sich auch mit der Biochemie der beteiligten Enzyme.

## Politische Laufbahn
Ronald Plasterk ist seit 1977 Mitglied der Partij van de Arbeid (PvdA). Ab dem 11. Oktober 1982 war er für zwei Jahre, bis zum 1. September 1984, Stadtrat in Leiden. 1995 begann er mit dem Schreiben von Kolumnen für die Zeitschrift Intermediair und ab 1999 für die Tageszeitung de Volkskrant.

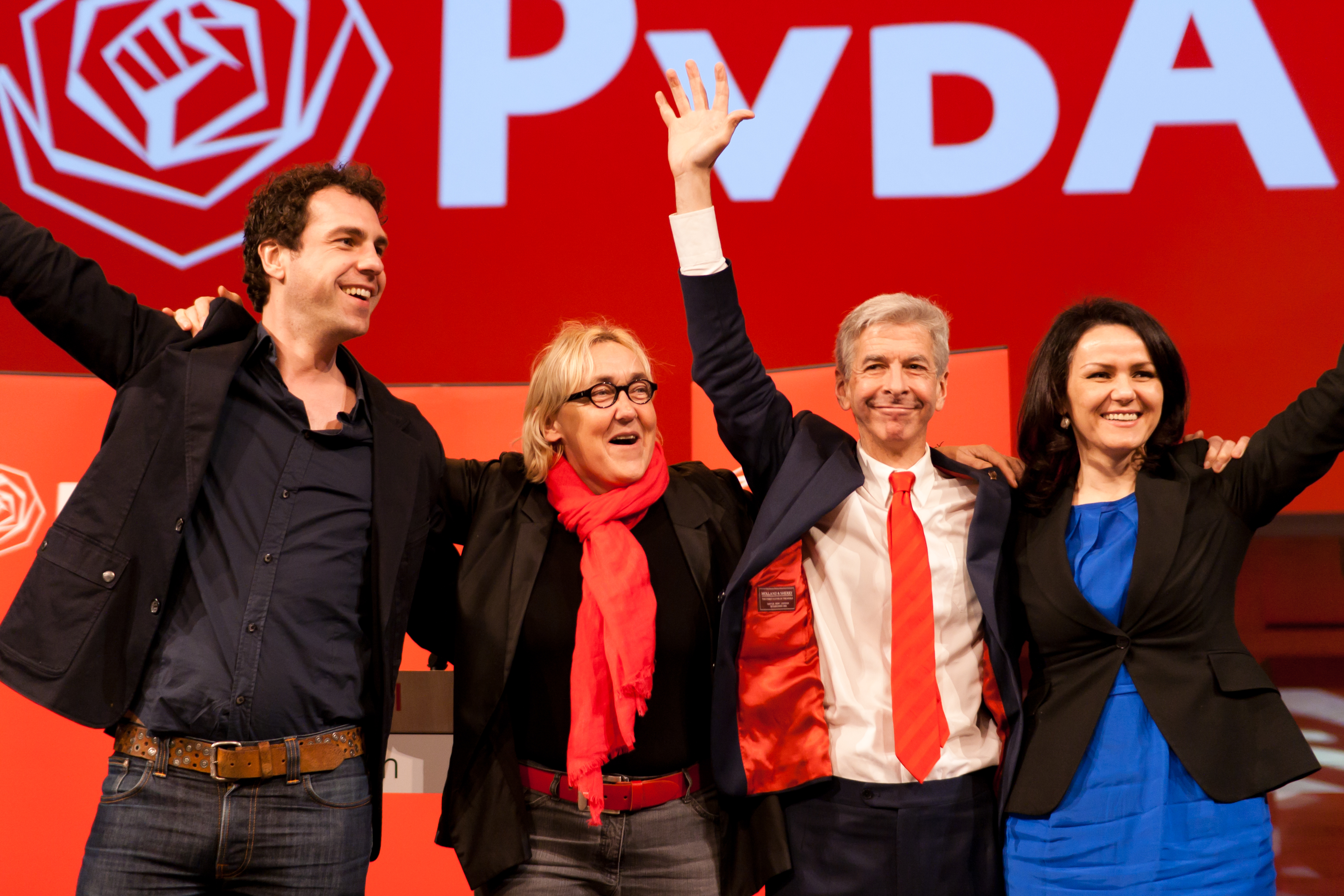
Plasterk und weitere Kandidaten um den Parteivorsitz der PvdA (2012)

Am 22. Februar 2007 wurde Plasterk zum Minister für Bildung, Kultur und Wissenschaft im Kabinett Balkenende IV ernannt. Er hatte das Amt bis zum Rückzug der PvdA aus der Koalition am 23. Februar 2010 inne. Bei der Parlamentswahl im Juni 2010 wurde Plasterk für die PvdA in die Zweite Kammer (die größere der beiden Kammern) des niederländischen Parlaments gewählt. Plasterk kandidierte bei der Urwahl zum Vorsitzenden der PvdA im März 2012. Mit 11.427 Stimmen (31,6 Prozent) kam er auf den zweiten Platz hinter Diederik Samsom. Bei der vorgezogenen Neuwahl im September 2012 wurde Plasterk als Abgeordneter bestätigt, legte das Mandat aber zwei Monate später nieder, als er in die Regierung berufen wurde.

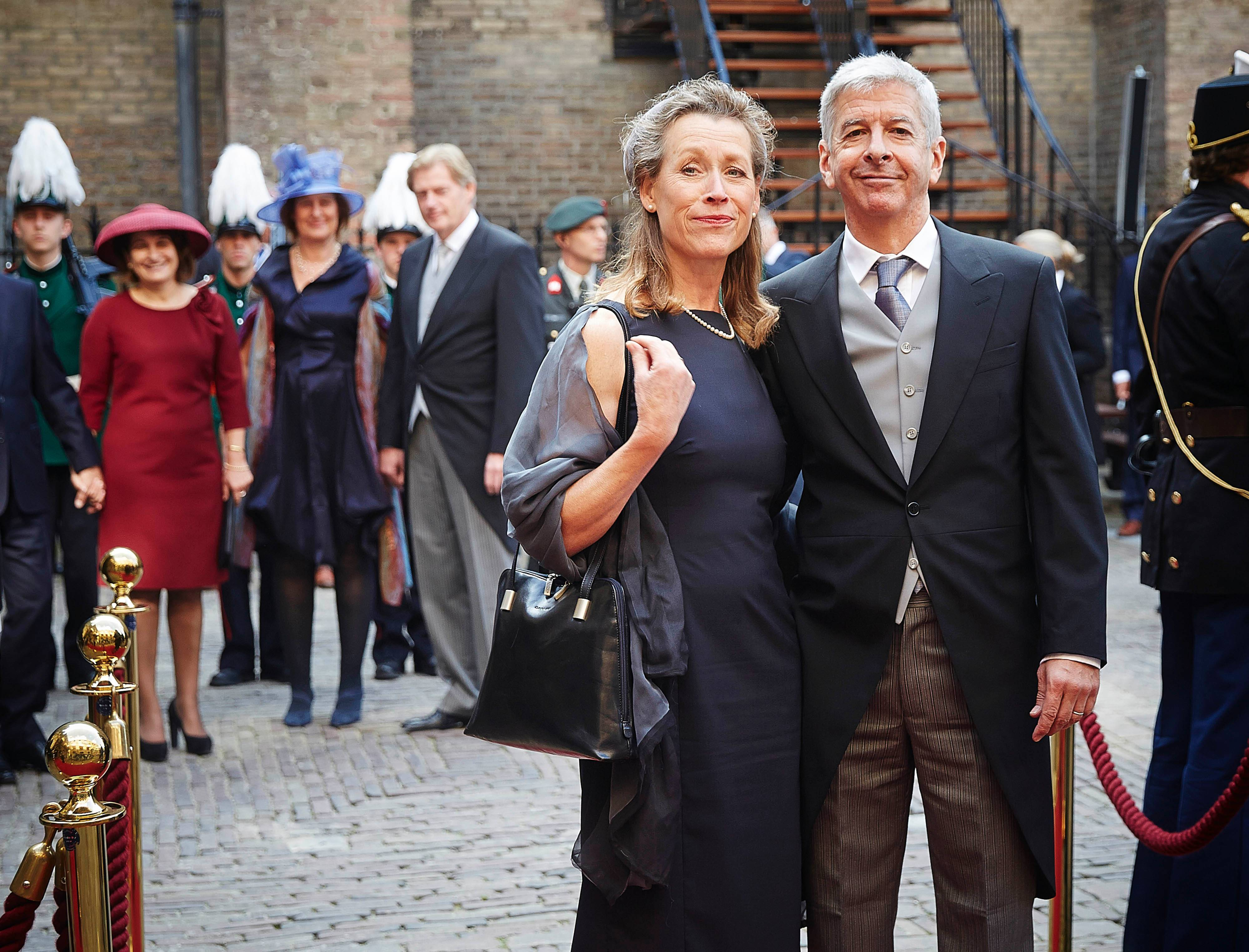
Ronald Plasterk mit seiner Frau Els Plasterk-Beumer auf dem Prinsjesdag 2014

Im Kabinett Rutte II trat Plasterk am 5. November 2012 das Amt des Innenministers an. Er war zugleich für „Königreichsbeziehungen“, d. h. die Angelegenheiten der autonomen außereuropäischen Länder des Königreichs der Niederlande zuständig. Eine am 30. Oktober 2013 von Plasterk getätigte falsche Aussage im Zuge der NSA-Affäre zum Umfang der Geheimdienstoperationen der niederländischen Geheimdienste führte zu einem Misstrauensvotum, welches er jedoch knapp überstand.
Anfang Juli 2016 musste er sich einer Herzoperation unterziehen. Für drei Monate ließ er sein Ministeramt ruhen und wurde vom Minister für Wohnen und öffentliche Verwaltung Stef Blok (VVD) vertreten. Er blieb nach der Parlamentswahl im März 2017, bei der die PvdA erdrutschartig verlor, bis zum Antritt der Nachfolgeregierung am 26. Oktober 2017 geschäftsführend im Amt.
Im Verfahren zur Regierungsbildung nach der Parlamentswahl im November 2023, bei der die rechtspopulistische Partij voor de Vrijheid (PVV) von Geert Wilders stärkste Kraft wurde, wirkte Plasterk zunächst als Verkenner („Erkunder“) und führte ab 29. November Sondierungsgespräche mit den im Parlament vertretenen Parteien. Am 13. Dezember 2023 wurde er dann zum Informateur, d. h. Leiter der Koalitionsverhandlungen, bestimmt. Er strebte ein Bündnis der vier Parteien PVV, Volkspartij voor Vrijheid en Democratie (VVD), Nieuw Sociaal Contract (NSC) und BoerBurgerBeweging (BBB) an. Die Gespräche führten zunächst nicht zum Durchbruch, da NSC die Verhandlungen im Februar 2024 verließ. In seinem Bericht an den Parlamentspräsidenten hielt Plasterk die Vier-Parteien-Koalition aber immer noch für möglich. Am 14. Februar 2024 wurde er durch Kim Putters als neuen Informateur abgelöst. Mitte Mai 2024 wurde Plasterk als der Favorit von Geert Wilders für den Posten des Ministerpräsidenten der neuen Koalition gehandelt. Er zog sich jedoch wenig später nach Widerständen, unter anderem von Pieter Omtzigt, wieder zurück.

## Religion
Plasterk wurde römisch-katholisch sozialisiert und besuchte das Gymnasium der Paters van het Heilig Hart van Jezus in Den Haag, das heutige Sint Jans-College.
Er wurde jedoch später zum überzeugten Atheisten. Er sagt, mit 13 Jahren zu der Überzeugung gelangt zu sein, dass Gott nicht existiert, dass er jedoch nicht nach einem definitiven Atheismus strebe. 1997 verwendete Plasterk in seiner Kolumne in dem Wochenblatt Intermediair erstmals seinen Begriff des "Ietsismus", von ihm kreierter Neologismus aus niederländisch "iets" = "etwas". Damit bezeichnete er den von ihm ausgemachten Glauben derer, die weder klar an den Gott einer Offenbarung glauben, noch vom Glauben abschwören, sondern eben seiner Meinung nach an etwas glauben, eine höhere Macht o. ä. Als er seine Wortschöpfung mehrfach im sozial-politischen TV-Programm Buitenhof erwähnte, erlangte der Terminus beim niederländischen Publikum größere Bekanntheit. Zunächst äußerte er sich scharf ablehnend über die von ihm ausgemachte Haltung, sie sei eine armselige und ärgerliche Zeiterscheinung, äußerte sich indes später in einer Kolumne für Buitenhof wesentlich versöhnlicher:

„Der Ietsismus ist ein diffuser Glaube, fast eine Art Atheismus mit einem Hauch von Nostalgie, intellektuell mager, aber viel sympathischer, als die Idee eines bösen Gottes, der dieses Elend duldet.“

Plasterk ist entschiedener Gegner von Kreationismus und Intelligent Design. 2005 bekundete die damalige Bildungsministerin Maria van der Hoeven öffentlich ihr Interesse an Intelligent Design und verkündete auf ihrem persönlichen Weblog, eine Parlamentsdebatte darüber initiieren zu wollen, ob Intelligent Design nicht an Schulen unterrichtet werden könne. Er fuhr sie daraufhin ungewohnt scharf an, in den Curricula öffentlich-rechtlicher Schulen dürften keinerlei Inhalte Raum greifen, die nicht hinreichend wissenschaftlich belegt seien.
Zeitens des Kabinetts Balkenende IV sagte er, keinerlei Probleme damit zu haben, mit christlich orientierten Ministerkollegen zusammenzuarbeiten.

## Schriften (Auswahl)
- R. F. Ketting, S. E. J. Fischer, E. Bernstein, T. Sijen, G. J. Hannon, R. H. A. Plasterk: Dicer functions in RNA interference and in synthesis of small RNA involved in developmental timing in C. elegans. In: Genes & Development. Band 15, 2001, S. 2654–2659.
- T. Sijen, J. Fleenor, F. Simmer, K. L. Thijssen, S. Parrish, L. Timmons, R. H. A. Plasterk, A. Fire: On the role of RNA amplification in dsRNA-triggered gene silencing. In: Cell. Band 107, 2001, S. 465–476.
- M. Tijsterman, R. F. Ketting, K. L. Okihara, T. Sijen, R. H. A. Plasterk: Short antisense RNAs can trigger gene silencing in C. elegans, depending on the RNA helicase MUT-14. In: Science. Band 295, 2002, S. 694–697.
- E. Wienholds, S. Schulte-Merker, B. Walderich, R. H. A. Plasterk: Target-selected inactivation of the zebrafish rag1 gene. In: Science. Band 297, 2002, S. 99–102.
- E. Wienholds, M. J. Koudijs, F. J. M. Van Eeden, E. Cuppen, R. H. A. Plasterk: The microRNA-producing enzyme Dicer 1 is essential for zebrafish development. In: Nature Genetics. Band 35, 2003, S. 217–218.
- T. Sijen, R. H. A. Plasterk: Transposon silencing in the Caenorhabditis elegans germ line by natural RNAi. Nature 426: 310–314.
- E. Berezikov, V. Guryev, J. van de Belt, E. Wienholds, R. H. A. Plasterk, E. Cuppen: Phylogenetic shadowing and computational identification of human microRNA genes. In: Cell. Band 120, 2005, S. 21–24. PMID 15652478
- V. J. P. Robert, T. Sijen, J. van Wolfswinkel, R. H. A. Plasterk: Chromatin and RNAi factors protect the C. elegans germline against repetitive sequences. In: Genes Dev. Band 19, 2005, S. 782–787.
- T. Sijen, F. A. Steiner, K. L. Thijssen, R. H. A. Plasterk: Secondary siRNAs result from unprimed RNA synthesis and form a distinct class. In: Science. Band 315, 2007, S. 244–247.

Populärwissenschaftlich:
- Wormen en waarden, 1993 (Inauguralvorlesung Universität Amsterdam)
- Techniek van het leven: de betekenis van biotechnologie voor mens en samenleving, ING Medilab, Utrecht 2000
- Leven uit het lab, Amsterdam: Prometheus 2002 (Sammlung seiner Kolumnen)
- Wetenschap en politiek, Koninklijke Hollandsche Maatschappij der Wetenschappen, Haarlem, 2010